# 葵小僧
葵小僧（あおいこぞう、生年不詳 - 寛政3年5月3日（1791年6月4日））は、江戸時代の盗賊である。別名：大松五郎（だいまつごろう）。

## 史実における葵小僧
寛政3年（1791年）の頃、徳川家の家紋である葵の御紋をつけた提灯を掲げて商家に押込強盗を行い、押込先の婦女を必ず強姦するという凶悪な手口をもって江戸市中を荒らしまわったが、火付盗賊改方の長谷川宣以（長谷川平蔵）により板橋宿で捕らえられた。当時の取調べの場合、被害者からも供述を取った上で刑罰を決定するのが通常の手順であったが、平蔵と老中ら幕閣の専断により、捕縛後10日ほどで獄門にかけられた。これは、強姦された被害者の苦痛を慮った判断であったと言われる。

## 鬼平犯科帳における葵小僧
長谷川平蔵を主人公とした池波正太郎原作の鬼平犯科帳『妖盗葵小僧』に葵小僧が登場する。劇中での設定は以下のとおり。

### 生い立ち
葵小僧の本名は桐野谷芳之助といい、尾張の生まれで役者の息子で、役者の道を歩んでいたが成長すると次第にその低い鼻が災いして役どころも人気も落ちてしまい、両親も亡くなって女遊びをしても容貌を馬鹿にされるばかりで女がつかず、挙句に気に入った茶汲女に金を搾られて捨てられたために殺害して逃亡、その折に盗賊・天野大蔵に拾われて盗賊稼業に足を踏み入れることになった。
芳之助は天野に剣の腕を仕込まれ、尚且つ役者だっただけに押し込み先の内偵では武士から商人、乞食にも化けて活躍し、やがて付け鼻を使って人相を変えるようになった。そして芳之助は天野から配下と盗人宿を継ぐ事になったが、次第にかつて女に馬鹿にされていたのを根に持って押し込み先で強姦をするようになっていた。

### 江戸における暗躍
劇中では芳之助は寛政2年（1790年）に江戸の池之端仲町の骨董屋に本拠を構え、表向きは「鶴屋佐兵衛」として活動を始めた。長谷川平蔵が存在を把握したのは翌年の8月頃であり、配下の密偵、小房の粂八が亭主を勤める船宿「鶴や」に被害にあった文房具屋「竜淵堂」の主人が実兄と事件のことで密談をするために訪れたことがきっかけであった。
事態を憂慮した平蔵は内密に捜査を進めたが1ヵ月後に主人夫婦は心中をしてしまい、その直後から芳之助は1ヶ月程の間隔で4件の押し込みを行い、婦女を強姦、更に抵抗した3人を殺害した。また、この頃から芳之助は「葵紋」付の袴を着用するようになり、「葵小僧」の名で恐れられるようになった。
そして、寛政4年（1792年）、正月から4月にかけて芳之助の動きは確認されなかったが、5月から活動を再開、夏までに
4件の犯行を行い、5人を殺害した。しかもその内2件は本拠に隣接する小間物屋「日野屋」を襲い、3度目の押し込みを予告するという大胆極まりないものであり、「将軍の御落胤・葵丸」と名乗ったこともあった。

### 捕縛・処刑
しかし、押し込みの際に声色を使って戸を開けさせる役割を担っていた配下の小四郎の存在が明らかになり、更に2度に渡って押し込みにあった「日野屋」の主人が平蔵と親交のある医師、井上立泉を介して通報したため、「日野屋」は火盗改の監視下におかれ、その視察にやってきた平蔵が芳之助を盗賊と看破し、骨董屋は火盗改の監視下におかれることになった。
そして9月4日の夜、芳之助は目を付けていた傘問屋を配下17名と共に襲った。しかし侵入する寸前、出動した平蔵以下火盗改与力・同心併せて7名の急襲を受け配下全員を切り捨てられた挙げ句に自身も背中に傷を負い、ついに捕縛された。
傷が癒えた後、芳之助は平蔵自らの取調べを受けたが、他の配下や盗人宿を白状しない代わりに今まで押し込んだ先での被害者の名を暴露し、その範囲は平蔵が把握していた以外に江戸や上方、中国筋に至るまで30件余りに上った。
この自白は被害者に更なる苦しみを与えんとする芳之助の卑劣な企みだったが、平蔵は被害者の感情を考慮し独断で芳之助を斬首、取調べの記録も残さなかった。
なお、骨董屋に残っていた天野大蔵は芳之助が捕縛された翌日には逃亡し、行方不明となったがこの天野は平蔵が芳之助の存在を把握する1ヵ月前に平蔵によって捕縛、火刑に処された「蛇の平十郎」の師匠でもあり、2人は面識があったものと思われる。